# Амели Нотомб
Амели Нотомб (фр. Amélie Nothomb; Етербек, 9. јул 1966) је белгијска књижевница која пише на француском језику.

## Биографија
Рођена је 9. јул а 1966. године у граду Етербек у Белгијау, као кћерка белгијских дипломата. Док је боравила у Јапану, Амели је похађала локалну школу и научила јапански језик. Када је имала 5 година, породица се преселила у Кину, а затим у Њујорк, Бангладеш, Бурму, Лаос... Амели није живела у Европи до своје 17 године када се преселила у Брисел, где је студирала филологију. По завршетку студија, вратила се у Јапан и запослила се у једној фирми у Токију.
Њен први роман, Хигијена убице, објављен је 1992. године. Од тада, објављивала је отприлике један роман годишње. Носилац је бројних награда и признања.

## Романи
| Објављен | Наслов оригинала | Превод на српски      |
| -------- | ---------------- | --------------------- |
| 1992.    |                  | Хигијена убице        |
| 1993.    |                  | Љубавна саботажа      |
| 1995.    |                  |                       |
| 1996.    |                  |                       |
| 1997.    |                  |                       |
| 1998.    |                  |                       |
| 1999.    |                  | Страх и трепет        |
| 2000.    |                  | Метафизика цеви       |
| 2001.    |                  | Козметика непријатеља |
| 2002.    |                  | Лексикон личних имена |
| 2003.    |                  | Антихриста            |
| 2004.    |                  | Биографија глади      |
| 2005.    |                  | Сумпорна киселина     |
| 2006.    |                  |                       |
| 2007.    |                  | Ни род ни помоз Бог   |
| 2008.    |                  |                       |
| 2009.    |                  | Зимско путовање       |
| 2010.    |                  |                       |

Сви оригинали су објављени у Француској, у издавачкој кући Éditions Albin Michel.
Књиге преведене на српски је објавила издавачка кућа Paidea.